# Jaap Reesema
Jaap Siewertsz van Reesema (Deventer, 28 octobre 1984) est un chanteur néerlandais qui se produit sous les noms de scène Jaap Reesema et Jake Reese.

## Biographie
Jaap Reesema a grandi à Terwolde et était le fils cadet d'une famille de cinq enfants. Il est un descendant de la famille patricienne néerlandaise Siewertsz van Reesema. Ses deux parents sont rhumatologues. Jaap a étudié le droit à l'université Érasme de Rotterdam, ainsi que très brièvement la sociologie des médias à l'université d'Amsterdam.

### Carrière
Jusqu'en 2011, il était le leader du groupe Hermes House Band de Rotterdamsch Studenten Corps. En 2009, il participe à un concours de talents dans l'émission télévisée néerlandaise Carlo and Irene : Life4You. Le 29 mai 2010, Jaap Reesema remporte la troisième saison de l'émission néerlandaise X Factor avec 51 % des voix grâce à son interprétation de la chanson Don't Stop Believin'. Cette victoire lui permet de remporter un contrat d'enregistrement avec Sony BMG et une voiture. Il se produit ensuite aux TMF Awards 2010. Le single entre à la 21e place du top 40.
Peu de temps après sa victoire à X Factor, Jaap commence à travailler sur un album à Bruxelles, en Belgique. Pendant les sessions d'écriture et d'enregistrement, le chanteur travaille avec le producteur Gordon Groothedde, entre autres. Le premier single Walk to the Other Side sort le 29 octobre 2010, mais ne réussit pas à se classer. Le 27 mai 2011 sort son album Changing Man, un disque composé de chansons en anglais et néerlandais qui n'a pas vraiment rencontré le succès. Jaap était l'une des cinquante artistes à avoir chanté Koningslied de John Ewbank en avril 2013. Cette même année, il obtient sa maîtrise en droit et ouvre ensuite une entreprise de restauration dans le quartier de De Pijp, à Amsterdam, avec Sander Schimmelpenninck. Jaap est marié à Kim Kötter. Ensemble, ils ont trois garçons.
En 2014, aux côtés de la chanteuse Jill Helena, Jaap chante la chanson Goede tijden, slechte tijden, qui a été utilisée comme chanson générique du feuilleton homnoyme sur la chaine néerlandaise RTL 4. Leur variante pouvait être entendue comme chanson générique du feuilleton jusqu'en 2018.
En 2016, Jaap fait une apparition sur la chanson Encore du groupe de musique électronique allemand Scooter, sur leur album Ace. En 2017, sa femme et lui apparaissent dans l'émission Een goed stel hersens (français : Une bonne mémoire de couple) sur RTL 4. En 2018, Jaap Reesema est impliqué dans ses projets solo par le producteur et DJ flamand Regi. Ils ont immédiatement positionné leur titre commun Ellie en numéro 1 du hit-parade en Flandre[réf. nécessaire]. 
En 2019, Jaap Reesema et Sander Schimmelpenninck lancent un podcast appelé Selfpodcast, dans lequel ils évoquaient leur quotidien sur la base de différents sujets par épisode. Il a développé le podcast avec Schimmelpenninck et Titus van Dijk au sein d'une société de production médiatique nommée Tonny Media. Toujours en 2019, le single à succès Summer Life a été le tube de l'été en Flandre, toujours en collaboration avec Regi et la chanteuse OT (Olivia Trappeniers).
En mars 2020, une dizaine d'années après son premier et dernier tube aux Pays-Bas, Jaap devient premier du Top 30 de la VRT avec Kom wat dichterbij, une chanson qu'il avait réalisée avec Regi et la chanteuse Olivia pour l'émission Liefde voor Muziek diffusée sur la chaine flamande VTM. Il remporte également le VRT Radio 2 Zomerhit (« hit de l'été ») avec cette chanson et, pendant 24 semaines, la première place dans l'Ultratop 50 flamand, battant le record du single le plus long de tous les temps enregistré dans la liste des œuvres néerlandophones de Flandre. En janvier 2021, le duo Nu wij niet meer praten (chanté avec Pommelien Thijs) atteint la première place du Top 40 néerlandais. En 2021, il est candidat de Het Perfecte Plaatje. Depuis 2021, il fait partie du jury du programme de la chaîne VTM 2, Regi Academy. En 2022, Jaap Reesema est invité à I Can See Your Voice et est au centre d'un épisode de la série télévisée Beste Zangers sur la chaîne hollandaise NPO 1. 
En 2023, il participe à la version flamande de cette même émission sur la chaîne flamande VTM, Liefde voor Muziek, aux côtés d'autres artistes néerlandophones. Il marque notamment le public avec sa version personnelle de la chanson "Oma's aan de top" du groupe K3, qu'il rebaptise "Ik ben bij je". Son duo avec l'artiste flamand Metejoor sur la chanson 10.000 luchtballonnen, également du groupe K3, est également un très beau succès.
A l'été 2023, alors au plus haut de son succès et enchainant les représentations pour la promotion de son deuxième Album "Als je voor me staat", Jaap apparait très amaigri. Il rassure rapidement son public en expliquant qu'il suit un régime très strict dans le but de perdre du poids pour faire la couverture du magazine néerlandais Men's Health, mettant généralement en scène un homme au corps musclé. En quelques mois, Jaap perd près de 30 kilos.
En 2024, Jaap part en Afrique du Sud pour interpréter sa chanson "Als je voor me staat" lors de la cérémonie de mariage de son ami Regi. 2024 marque un tournant dans la carrière de Jaap. Il remplit deux soirs de suite la Lotto Arena d'Anvers avec son show "Alles komt goed". Un show de plus de 2 heures où il enchaine ses plus grands tubes et invite quelques uns des artistes avec lesquels il aime collaborer: Stef Bos, Pauline Slangen, Pommelien Thijs, Nielson ou encore Regi. S'ensuit un "Théâter tour" à travers les plus belles salles de théâtre de Belgique et des Pays-Bas jusqu'à la fin de l'année 2024.

### Carrière internationale
Peu connu sous son nom de scène Jaap Reesema dans les pays non-néerlandophones, il y est pourtant actif sous le nom de Jake Reese et a notamment collaboré avec de DJs de renom en tant qu'auteur et chanteur : notamment David Guetta, Hardwell, Lost Frequencies, Dash Berlin, Topic, Lucas & Steve, Brennan Heart ou encore Armin van Buuren.

## Discographie

### Albums studio
| NL Top 100           | Date de sortie  | Date d'entrée | Meilleure position | Nombre de semaines de présence |
| -------------------- | --------------- | ------------- | ------------------ | ------------------------------ |
| Changing Man         | 30 mai 2011     | 4 juin 2011   | 47                 | 1                              |
| Als je voor me staat | 10 février 2023 |               | 1 (1 semaine)      | 26                             |

### Singles
| Single                     | Date de sortie  | En collaboration avec   | Dans le cadre de                                                           |
| -------------------------- | --------------- | ----------------------- | -------------------------------------------------------------------------- |
| You're the Voice           | 7 mai 2020      |                         |                                                                            |
| Don't Stop Believin'       | 29 mai 2020     |                         |                                                                            |
| Walk to the Other Side     | 29 octobre 2020 |                         |                                                                            |
| Hoe hard je ook rent       |                 |                         |                                                                            |
| Mad World                  |                 | Hardwell                |                                                                            |
| Run Wild                   |                 | Hardwell                |                                                                            |
| Calling on You             |                 | Lucas & Steve           |                                                                            |
| Ellie                      |                 | Regi Penxten            |                                                                            |
| Summer Life                |                 | Regi Penxten, OT        |                                                                            |
| Kom wat dichterbij         |                 | Regi Penxten, OT        | Participation à l'émission Liefde voor Muziek (VTM)                        |
| Zo ver weg                 |                 | Regi Penxten, OT        | Participation à l'émission Liefde voor Muziek (VTM)                        |
| Calling it Home            |                 |                         |                                                                            |
| Need You Now               |                 | Armin van Buuren        |                                                                            |
| Nu wij niet meer praten    |                 | Pommelien Thijs         |                                                                            |
| Met kerst niet alleen      |                 | Sander Schimmelpenninck |                                                                            |
| Alles komt goed            |                 |                         |                                                                            |
| Voor je van me houdt       |                 |                         |                                                                            |
| Mijn kleine presidentje    |                 |                         |                                                                            |
| Code rood                  |                 | Lea Rue                 |                                                                            |
| Grijs                      |                 |                         | Participation à l'émission Beste Zangers                                   |
| Als je voor me staat       | 6 janvier 2023  |                         |                                                                            |
| Papa                       | 11 avril 2023   |                         | Participation à l'émission Liefde voor Muziek (VTM)                        |
| Het heeft zo moeten zijn   | 7 juillet 2023  |                         |                                                                            |
| Maar een wens met Kerstmis | Novembre 2023   |                         | Chanson de Noël                                                            |
| Laat me nooit meer los     | Mars 2023       | Gavin DeGrauw           | Chanson reprise de son album et traduite en anglais pour certaines parties |